# Pink Goes to Hollywood
Pink Goes to Hollywood es un videojuego de plataformas con temática de La Pantera Rosa distribuido en 1993 para Super Nintendo Entertainment System y Sega Genesis por TecMagik. Los dos lanzamientos fueron desarrollados independientemente por diferentes compañías: la versión de Genesis por HeadGames y la de Super NES por Manley & Associates. Ambos son similares en temática y estética, pero diferentes en diseño y mecánicas de juego.

## Jugabilidad

### Super Nintendo Entertainment System
Cuando se inicia el juego, el jugador es llevado a un nivel titulado «Cariño, encogí al rosado» (un homenaje a Cariño, encogí a los niños de 1989), que sirve como centro que conduce a todos los demás niveles del juego; aquí, la Pantera Rosa que sirve como el «personaje del jugador», se encoge al tamaño de una bola de billar, y el jugador debe guiarla a través de una casa para acceder a los otros niveles mientras evita ratas, los obstáculos del nivel.
La propia Pantera Rosa comienza cada nivel con una unidad de salud adicional, que está representada por un sombrero que lleva puesto. Si la Pantera Rosa se topa con un osbtáculo o es golpeada por él, perderá una unidad de salud. Si a la Pantera Rosa no le queda salud adicional, no usará sombrero; y si se topa con otro obstáculo o es golpeada por uno sin salud adicional, el jugador perderá una vida; lo mismo sucederá si cae en un abismo, independientemente de la cantidad de salud adicional que tenga la Pantera Rosa. El jugador puede aumentar la salud extra de la Pantera Rosa recolectando sombreros de repuesto que se han colocado alrededor de cada nivel, y el jugador puede ganar vidas extra recolectando íconos con la forma de la cabeza de la Pantera Rosa que también se encuentran en cada nivel.
A lo largo de cada nivel, el jugador también puede recolectar «Trucos» que pueden usarse para ayudar a eliminar o evitar obstáculos; hay varios tipos de Trucos: por ejemplo, un semáforo hará que los obstáculos cercanos se congelen, lo que hace que sea más fácil evitarlos o golpearlos. Cada Truco, cuando se utilice, desaparecerá y dejará de tener efecto después de un cierto periodo de tiempo.
Al igual que con la mayoría de los juegos de plataformas, el jugador obtendrá un Game Over cuando la Pantera Rosa muera y no tenga más vidas extra para reaparecer; pero en lugar de ser un simple menú que pregunta si el jugador desea continuar, la pantalla de Game Over es un nivel en sí misma: este nivel, que comienza y termina como cualquier otro nivel del juego, se lleva a cabo en un estudio; la Pantera Rosa aparece en un área con 2 puertas de estudio, una en el mismo piso que dice «Salir» y una en lo alto de una viga que dice «Continuar». Al pasar por la puerta de salida se completará el nivel y se reiniciará el juego; al pasar por la puerta marcada que dice Continuar el jugador volverá al nivel en el que estaba y también le otorgará a la Pantera Rosa 5 vidas adicionales, pero para llegar a esta puerta el jugador deberá recolectar una ficha que tiene escaleras, que se coloca justo encima de la Pantera Rosa al comienzo del nivel, y usarla en el «Peaje» cercano para generar una escalera que la Pantera Rosa podrá subir para llegar a la puerta.

### Genesis
Al igual que en la versión de SNES, La Pantera Rosa también comienza el juego encogida y dentro de una casa, que también sirve como centro que conduce a todos los demás niveles del juego; pero a diferencia de la versión de SNES, el centro no es un nivel que se supone que debe terminarse, y no hay obstáculos ni abismos que puedan dañar a la Pantera Rosa. Desde aquí, el jugador podrá navegar con la Pantera Rosa a todos los demás niveles.
Con la excepción del «Refrigerador» y sus subniveles, después de que la Pantera Rosa seleccione un nivel será llevada a un «Escenario de Sonido» que conduce a una puerta, con el nombre del nivel en un cartel al lado, que conduce al inicio del nivel; a lo largo del Escenario de Sonido habrán varios obstáculos, como bolsas de arena que caen y cámaras y focos que se mueven solos, que causarán daño a la Pantera Rosa si entra en contacto con ellos. Después de que la Pantera Rosa completa un nivel, es llevada de regreso al centro principal y una barrera que dice «Set cerrado» aterriza frente a la entrada del nivel completado.
La Pantera Rosa tiene más unidades de salud en esta versión que en la versión de SNES, y la cantidad de salud que tiene se indica al jugador a través de una barra de salud en la parte superior de la pantalla. La Pantera Rosa perderá parte de esta salud si se topa con un peligro o es golpeada por él; y si se queda sin salud, el jugador perderá una vida; lo mismo sucederá si cae en un abismo. El jugador puede aumentar la salud extra de la Pantera Rosa recolectando íconos cuadrados con un corazón que se han colocado alrededor de cada nivel, y la Pantera Rosa también puede obtener una breve invencibilidad (lo que se indica cuando la Pantera Rosa parpadea) recolectando íconos cuadrados con huellas de patas en ellos. La salud de la Pantera Rosa se restablece al 100% cuando ingresa o completa un nivel.

## Recepción
Electronic Games le dio a la versión de Genesis un 83%,  y a la versión de SNES un 75%. La revista española Nintendo Acción dio la versión 74 de SNES  Digital Press le dio a la versión de SNES una puntuación de 5 sobre 10. MegaForce le dio a la versión Genesis un 86%.